# Székelyhidy Adrienne
Székelyhidy Adrienne (Herfurth Ottóné) (Kolozsvár, 1902. augusztus 26. – Budapest, 1981. szeptember 12.) színésznő.

## Életpályája
Kezdetben vidéki társulatokban szerepelt. 1928–1929 között Kolozsvárott lépett színpadra. 1929–1931 között valamint 1935–1937 között Pécsett szerepelt. 1931–1932 között Szegeden játszott. 1932–1933 között Iván Sándor társulatában volt látható. 1933–1935 között Debrecenben lépett fel.
Sírja a Farkasréti temetőben található (Hv802-215).

## Színházi szerepei
- Bibó L.: Csodadoktor....Gerendainé
- Shaw: Tanner John házassága....Anna
- Mikszáth Kálmán–Harsányi Zsolt: A Noszty fiú esete Tóth Marival....Vilma